# 2024-es Formula–1 emilia-romagnai nagydíj
Az emilia-romagnai nagydíj a 2024-es Formula–1 világbajnokság hetedik futama volt, amelyet 2024. május 17. és május 19. között rendeztek meg az olaszországi Autodromo Enzo e Dino Ferrari versenypályán, Imolában.

## Választható keverékek
| Abroncs              | Friss | Használt |
| -------------------- | ----- | -------- |
| Kemény keverék (C3)  |       |          |
| Közepes keverék (C4) |       |          |
| Lágy keverék (C5)    |       |          |
| Átmeneti esőgumi (I) |       |          |
| Teljes esőgumi (W)   |       |          |

## Szabadedzések

### Első szabadedzés
Az emilia-romagnai nagydíj első szabadedzését május 17-én, pénteken délután tartották, magyar idő szerint 13:30-tól.
| helyezés | versenyző        | csapat/motor                 | elért idő | különbség | futott kör |
| -------- | ---------------- | ---------------------------- | --------- | --------- | ---------- |
| 1        | Charles Leclerc  | Ferrari                      | 1:16,990  |           | 30         |
| 2        | George Russell   | Mercedes                     | 1:17,094  | +0,104    | 28         |
| 3        | Carlos Sainz Jr. | Ferrari                      | 1:17,120  | +0,130    | 25         |
| 4        | Sergio Pérez     | Red Bull Racing-Honda RBPT   | 1:17,233  | +0,243    | 23         |
| 5        | Max Verstappen   | Red Bull Racing-Honda RBPT   | 1:17,240  | +0,250    | 21         |
| 6        | Cunoda Júki      | RB-Honda RBPT                | 1:17,388  | +0,398    | 29         |
| 7        | Lewis Hamilton   | Mercedes                     | 1:17,408  | +0,418    | 27         |
| 8        | Lando Norris     | McLaren-Mercedes             | 1:17,602  | +0,612    | 17         |
| 9        | Oscar Piastri    | McLaren-Mercedes             | 1:17,807  | +0,817    | 25         |
| 10       | Fernando Alonso  | Aston Martin Aramco-Mercedes | 1:17,867  | +0,877    | 18         |
| 11       | Pierre Gasly     | Alpine-Renault               | 1:17,905  | +0,915    | 21         |
| 12       | Lance Stroll     | Aston Martin Aramco-Mercedes | 1:18,072  | +1,082    | 22         |
| 13       | Daniel Ricciardo | RB-Honda RBPT                | 1:18,142  | +1,152    | 26         |
| 14       | Esteban Ocon     | Alpine-Renault               | 1:18,612  | +1,622    | 29         |
| 15       | Oliver Bearman   | Haas-Ferrari                 | 1:18,667  | +1,677    | 31         |
| 16       | Valtteri Bottas  | Kick Sauber-Ferrari          | 1:18,827  | +1,837    | 23         |
| 17       | Csou Kuan-jü     | Kick Sauber-Ferrari          | 1:19,129  | +2,139    | 18         |
| 18       | Logan Sargeant   | Williams-Mercedes            | 1:19,901  | +2,911    | 22         |
| 19       | Alexander Albon  | Williams-Mercedes            | 1:20,050  | +3,060    | 9          |
| 20       | Nico Hülkenberg  | Haas-Ferrari                 | 1:21,059  | +4,069    | 20         |

### Második szabadedzés
Az emilia-romagnai nagydíj második szabadedzését május 17-én, pénteken délután tartották, magyar idő szerint 17:00-tól.
| helyezés | versenyző        | csapat/motor                 | elért idő | különbség | futott kör |
| -------- | ---------------- | ---------------------------- | --------- | --------- | ---------- |
| 1        | Charles Leclerc  | Ferrari                      | 1:15,906  |           | 29         |
| 2        | Oscar Piastri    | McLaren-Mercedes             | 1:16,098  | +0,192    | 30         |
| 3        | Cunoda Júki      | RB-Honda RBPT                | 1:16,286  | +0,380    | 32         |
| 4        | Lewis Hamilton   | Mercedes                     | 1:16,297  | +0,391    | 29         |
| 5        | George Russell   | Mercedes                     | 1:16,311  | +0,405    | 32         |
| 6        | Carlos Sainz Jr. | Ferrari                      | 1:16,423  | +0,517    | 30         |
| 7        | Max Verstappen   | Red Bull Racing-Honda RBPT   | 1:16,447  | +0,541    | 23         |
| 8        | Sergio Pérez     | Red Bull Racing-Honda RBPT   | 1:16,552  | +0,646    | 25         |
| 9        | Nico Hülkenberg  | Haas-Ferrari                 | 1:16,826  | +0,920    | 28         |
| 10       | Fernando Alonso  | Aston Martin Aramco-Mercedes | 1:16,838  | +0,932    | 29         |
| 11       | Daniel Ricciardo | RB-Honda RBPT                | 1:16,967  | +1,061    | 32         |
| 12       | Lando Norris     | McLaren-Mercedes             | 1:16,980  | +1,074    | 30         |
| 13       | Lance Stroll     | Aston Martin Aramco-Mercedes | 1:16,991  | +1,085    | 26         |
| 14       | Esteban Ocon     | Alpine-Renault               | 1:17,008  | +1,102    | 31         |
| 15       | Pierre Gasly     | Alpine-Renault               | 1:17,064  | +1,158    | 32         |
| 16       | Valtteri Bottas  | Kick Sauber-Ferrari          | 1:17,088  | +1,182    | 28         |
| 17       | Kevin Magnussen  | Haas-Ferrari                 | 1:17,129  | +1,223    | 32         |
| 18       | Alexander Albon  | Williams-Mercedes            | 1:17,135  | +1,229    | 23         |
| 19       | Csou Kuan-jü     | Kick Sauber-Ferrari          | 1:17,606  | +1,700    | 28         |
| 20       | Logan Sargeant   | Williams-Mercedes            | 1:17,848  | +1,942    | 22         |

### Harmadik szabadedzés
Az emilia-romagnai nagydíj harmadik szabadedzését május 18-án, szombaton délután tartották, magyar idő szerint 12:30-tól.
| helyezés | versenyző        | csapat/motor                 | elért idő | különbség | futott kör |
| -------- | ---------------- | ---------------------------- | --------- | --------- | ---------- |
| 1        | Oscar Piastri    | McLaren-Mercedes             | 1:15,529  |           | 15         |
| 2        | Lando Norris     | McLaren-Mercedes             | 1:15,829  | +0,300    | 15         |
| 3        | Carlos Sainz Jr. | Ferrari                      | 1:16,067  | +0,538    | 22         |
| 4        | Charles Leclerc  | Ferrari                      | 1:16,087  | +0,558    | 20         |
| 5        | George Russell   | Mercedes                     | 1:16,095  | +0,566    | 16         |
| 6        | Max Verstappen   | Red Bull Racing-Honda RBPT   | 1:16,366  | +0,837    | 21         |
| 7        | Alexander Albon  | Williams-Mercedes            | 1:16,470  | +0,941    | 14         |
| 8        | Esteban Ocon     | Alpine-Renault               | 1:16,481  | +0,952    | 19         |
| 9        | Lance Stroll     | Aston Martin Aramco-Mercedes | 1:16,543  | +1,014    | 24         |
| 10       | Nico Hülkenberg  | Haas-Ferrari                 | 1:16,547  | +1,018    | 15         |
| 11       | Daniel Ricciardo | RB-Honda RBPT                | 1:16,560  | +1,031    | 15         |
| 12       | Sergio Pérez     | Red Bull Racing-Honda RBPT   | 1:16,631  | +1,102    | 18         |
| 13       | Cunoda Júki      | RB-Honda RBPT                | 1:16,668  | +1,139    | 14         |
| 14       | Valtteri Bottas  | Kick Sauber-Ferrari          | 1:16,695  | +1,166    | 15         |
| 15       | Logan Sargeant   | Williams-Mercedes            | 1:16,794  | +1,265    | 16         |
| 16       | Kevin Magnussen  | Haas-Ferrari                 | 1:16,923  | +1,394    | 12         |
| 17       | Lewis Hamilton   | Mercedes                     | 1:16,960  | +1,431    | 16         |
| 18       | Fernando Alonso  | Aston Martin Aramco-Mercedes | 1:17,339  | +1,810    | 10         |
| 19       | Pierre Gasly     | Alpine-Renault               | 1:17,361  | +1,832    | 17         |
| 20       | Csou Kuan-jü     | Kick Sauber-Ferrari          | 1:17,891  | +2,362    | 15         |

## Időmérő edzés
Az emilia-romagnai nagydíj időmérő edzését május 18-án, szombaton délután tartották, magyar idő szerint 16:00-tól.
| helyezés              | rajtszám | versenyző        | csapat/motor                 | 1. rész    | 2. rész  | 3. rész  | rajthely | futott kör |
| --------------------- | -------- | ---------------- | ---------------------------- | ---------- | -------- | -------- | -------- | ---------- |
| 1.                    | 1        | Max Verstappen   | Red Bull Racing-Honda RBPT   | 1:15,762   | 1:15,176 | 1:14,746 | 1        | 18         |
| 2                     | 81       | Oscar Piastri    | McLaren-Mercedes             | 1:15,940   | 1:15,407 | 1:14,820 | 5[a]     | 15         |
| 3                     | 4        | Lando Norris     | McLaren-Mercedes             | 1:15,915   | 1:15,371 | 1:14,837 | 2        | 19         |
| 4                     | 16       | Charles Leclerc  | Ferrari                      | 1:15,823   | 1:15,328 | 1:14,970 | 3        | 21         |
| 5                     | 55       | Carlos Sainz Jr. | Ferrari                      | 1:16,015   | 1:15,512 | 1:15,233 | 4        | 20         |
| 6                     | 63       | George Russell   | Mercedes                     | 1:16,107   | 1:15,671 | 1:15,234 | 6        | 18         |
| 7                     | 22       | Cunoda Júki      | RB-Honda RBPT                | 1:15,894   | 1:15,358 | 1:15,465 | 7        | 15         |
| 8                     | 44       | Lewis Hamilton   | Mercedes                     | 1:16,604   | 1:15,677 | 1:15,504 | 8        | 20         |
| 9                     | 3        | Daniel Ricciardo | RB-Honda RBPT                | 1:16,060   | 1:15,691 | 1:15,674 | 9        | 15         |
| 10                    | 27       | Nico Hülkenberg  | Haas-Ferrari                 | 1:15,841   | 1:15,569 | 1:15,980 | 10       | 21         |
| 11                    | 11       | Sergio Pérez     | Red Bull Racing-Honda RBPT   | 1:16,404   | 1:15,706 |          | 11       | 10         |
| 12                    | 31       | Esteban Ocon     | Alpine-Renault               | 1:16,361   | 1:15,906 |          | 12       | 15         |
| 13                    | 18       | Lance Stroll     | Aston Martin Aramco-Mercedes | 1:16,458   | 1:15,992 |          | 13       | 15         |
| 14                    | 23       | Alexander Albon  | Williams-Mercedes            | 1:16,524   | 1:16,200 |          | 14       | 12         |
| 15                    | 10       | Pierre Gasly     | Alpine-Renault               | 1:16,015   | 1:16,381 |          | 15       | 14         |
| 16                    | 77       | Valtteri Bottas  | Kick Sauber-Ferrari          | 1:16,626   |          |          | 16       | 6          |
| 17                    | 24       | Csou Kuan-jü     | Kick Sauber-Ferrari          | 1:16,834   |          |          | 17       | 9          |
| 18                    | 20       | Kevin Magnussen  | Haas-Ferrari                 | 1:16,854   |          |          | 18       | 8          |
| 19                    | 14       | Fernando Alonso  | Aston Martin Aramco-Mercedes | 1:16,917   |          |          | box[b]   | 7          |
| 107%-os idő: 1:21,065 |          |                  |                              |            |          |          |          |            |
| —                     | 6        | Logan Sargeant   | Williams-Mercedes            | idő nélkül |          |          | 19       | 8          |

Megjegyzések:
- ↑ a:  Oscar Piastri feltartotta Kevin Magnussent az időmérő edzés első részében, ezért egy három rajthelyes büntetést kapott.[3]
- ↑ b:  Fernando Alonso autóján módosítottak a futómű-beállításokon, ezért a boxutcából kellett megkezdenie a versenyt.

## Futam
Az emilia-romagnai nagydíj futamát május 19-én, vasárnap délután tartották, magyar idő szerint 15:00-tól.
| helyezés | rajtszám | versenyző        | csapat/motor                 | futott kör | idő/kiesés oka | rajthely | pont |
| -------- | -------- | ---------------- | ---------------------------- | ---------- | -------------- | -------- | ---- |
| 1        | 1        | Max Verstappen   | Red Bull Racing-Honda RBPT   | 63         | 1:25:25,252    | 1        | 25   |
| 2        | 4        | Lando Norris     | McLaren-Mercedes             | 63         | +0,725         | 2        | 18   |
| 3        | 16       | Charles Leclerc  | Ferrari                      | 63         | +7,916         | 3        | 15   |
| 4        | 81       | Oscar Piastri    | McLaren-Mercedes             | 63         | +14,132        | 5        | 12   |
| 5        | 55       | Carlos Sainz Jr. | Ferrari                      | 63         | +22,325        | 4        | 10   |
| 6        | 44       | Lewis Hamilton   | Mercedes                     | 63         | +35,104        | 8        | 8    |
| 7        | 63       | George Russell   | Mercedes                     | 63         | +47,154        | 6        | 6+1  |
| 8        | 11       | Sergio Pérez     | Red Bull Racing-Honda RBPT   | 63         | +54,776        | 11       | 4    |
| 9        | 18       | Lance Stroll     | Aston Martin Aramco-Mercedes | 63         | +1:19,556      | 13       | 2    |
| 10       | 22       | Cunoda Júki      | RB-Honda RBPT                | 62         | +1 kör         | 7        | 1    |
| 11       | 27       | Nico Hülkenberg  | Haas-Ferrari                 | 62         | +1 kör         | 10       |      |
| 12       | 20       | Kevin Magnussen  | Haas-Ferrari                 | 62         | +1 kör         | 18       |      |
| 13       | 3        | Daniel Ricciardo | RB-Honda RBPT                | 62         | +1 kör         | 9        |      |
| 14       | 31       | Esteban Ocon     | Alpine-Renault               | 62         | +1 kör         | 12       |      |
| 15       | 24       | Csou Kuan-jü     | Kick Sauber-Ferrari          | 62         | +1 kör         | 17       |      |
| 16       | 10       | Pierre Gasly     | Alpine-Renault               | 62         | +1 kör         | 15       |      |
| 17       | 6        | Logan Sargeant   | Williams-Mercedes            | 62         | +1 kör         | 19       |      |
| 18       | 77       | Valtteri Bottas  | Kick Sauber-Ferrari          | 62         | +1 kör         | 16       |      |
| 19       | 14       | Fernando Alonso  | Aston Martin Aramco-Mercedes | 62         | +1 kör         | box      |      |
| Ki       | 23       | Alexander Albon  | Williams-Mercedes            | 51         | fékek          | 14       |      |

## A világbajnokság állása a verseny után
| H   | Versenyzők       | Pont | H   | Konstruktőrök                | Pont |
| --- | ---------------- | ---- | --- | ---------------------------- | ---- |
| 1.  | Max Verstappen   | 161  | 1.  | Red Bull Racing-Honda RBPT   | 268  |
| 2.  | Charles Leclerc  | 113  | 2.  | Ferrari                      | 212  |
| 3.  | Sergio Pérez     | 107  | 3.  | McLaren-Mercedes             | 154  |
| 4.  | Lando Norris     | 101  | 4.  | Mercedes                     | 79   |
| 5.  | Carlos Sainz Jr. | 93   | 5.  | Aston Martin Aramco-Mercedes | 44   |
| 6.  | Oscar Piastri    | 53   | 6.  | RB-Honda RBPT                | 20   |
| 7.  | George Russell   | 44   | 7.  | Haas-Ferrari                 | 7    |
| 8.  | Lewis Hamilton   | 35   | 8.  | Alpine-Renault               | 1    |
| 9.  | Fernando Alonso  | 33   | 9.  | Williams-Mercedes            | 0    |
| 10. | Cunoda Júki      | 15   | 10. | Kick Sauber-Ferrari          | 0    |

(A teljes táblázat)

## Statisztikák
- Vezető helyen:
  - Max Verstappen: 60 kör (1–24, 28-63)
  - Carlos Sainz Jr.: 3 kör (25-27)
- Max Verstappen 39. pole-pozíciója és 59. futamgyőzelme.
- George Russell 7. versenyben futott leggyorsabb köre.
- A Red Bull Racing 118. futamgyőzelme.
- Max Verstappen 104., Lando Norris 17., és Charles Leclerc 34. dobogós helyezése.
- A Mercedes 300. Formula–1-es nagydíja.
- Lance Stroll 150. Formula–1-es nagydíja.